# Anoides notabilis
Anoides notabilis es un coleóptero de la familia Chrysomelidae. Fue descrita científicamente por primera vez en 1912 por Weise.